# The Sims 4: Vita in città
The Sims 4: Vita in città (The Sims 4: City Living), è la terza espansione per il videogioco di simulazione di vita per computer The Sims 4; è disponibile in America dal 1º novembre 2016 e in Europa dal 3 novembre 2016. Questa espansione include una nuova location chiamata San Myshuno dove è possibile visitare nuove località (Attici, centro artistico, parco centrale, karaoke bar e appartamenti). Riprende gli elementi di The Sims 2: Live with Friends e The Sims 3: Late Night.

## Novità
- Nuove Opzioni e Interazioni di Gioco: Bubble Blower, Festival, Bancarelle, Macchina da Karaoke, Tastiera, WC Parlante, Campo da Pallacanestro, Podio, Murali, Console di Gioco, Street Gallery
- Festival: Mercato delle Pulci, Festival delle Spezie, Festival dei Romantici, Humor e Hijinks Festival e Geekcon
- Nuove Abilità: Cantare
- Nuove Location: Mercato delle Pulci, Quartiere delle Arti, Quartiere della Moda e Uptown
- Lotti Speciali: Myshuno Meadows
- Nuovi Collezionabili: Poster, Palle di Neve e Cucine
- Nuove Carriere: Politico, Critico e Social Media

## Musica
L'espansione contiene alcuni riadattamenti musicali in lingua Simlish, tra cui:
- Stop Desire dall'album Love You to Death di Tegan and Sara.